# Обан: Звёздные гонки
Обан: Звёздные Гонки (яп. オーバン・スターレーサーズ О:бан — Сута: Рэ:са:дзу) — мультфильм, созданный совместно французскими и японскими аниматорами в 2006 году. Композитор сериала — Таку Ивасаки. В СНГ транслировался по телеканалам Jetix и СТС.

## Сюжет
Земля, 2082 год. Прошло двадцать пять лет после неудавшегося вторжения расы крогов. Пятнадцатилетняя Ева решает найти своего отца, знаменитого гоночного командира Дона Вэя, который десять лет назад отдал её на воспитание в школу-интернат и с тех пор ни разу не навестил. Она сбегает из интерната и тайно присоединяется к гоночной команде отца, взяв вымышленное имя Молли. Дон Вэй не узнаёт дочь. Все его мысли направлены на другое: президент Земной коалиции только что назначил его ответственным за выполнение опасного сверхсекретного задания — принять участие и победить в Больших Гонках планеты Обан, таинственном и легендарном межгалактическом соревновании. Известно, что исход соревнований может полностью изменить баланс сил в Галактике. Молли оказывается на пути к планете Алуас, где проходит первый этап Больших Гонок, вместе с Доном Вэем, чемпионом гонок Риком Зандерболтом, стрелком Джорданом Вайлдом и механиками Стэном и Кодзи. Однако на первой гонке происходит авария, в результате которой первый пилот Рик получает тяжёлую травму и не может больше участвовать в гонках. Вся ответственность теперь ложится на плечи Молли — единственной, кто может пилотировать корабль команды Земли Whizzing Arrow («Свистящая Стрела»).

## Медиа

### OVA
Sav!The World выпустила короткометражный фильм, озаглавленный «Molly, Star Racer», в 2001 году в клипе-трейлере под песню Аюми Хамасаки. Такая необычная работа французов понравилась европейским критикам. Она завоевала приз LEAF, лондонского фестиваля анимации и спецэффектов.

### Мультфильм
Поиск финансирования для сериала был долгим процессом, поскольку Йетман-Эйфель отказался вести переговоры со стороной, которая будет иметь больший контроль, чем у автора (в том числе не ограничивая возможность изменения главного героя в мальчика). Таким образом, Йетман-Эйфель создал свою собственную компанию «Sav!The World Productions» для создания этой серии без конфликтов с потенциальными инвесторами. В конце концов у него ушло в общей сложности 9 лет, чтобы завершить серию (концепция была создана в 1997 году до переезда в Токио в 2003). Данное аниме является совместной работой аниматоров французской и японской студий. Творческая команда (Париж инди компании Sav!The World Productions) переехала в Токио и работала вместе с командой из аниме-студии Hal Film Maker почти три года.

### Сиквел
В 2017 году компания Sav! the world productions заявила о разработке 2 сезона, который, скорее всего, будет являться спин-оффом к оригинальной истории. Пока не ясны детали сюжета, однако на сайте имеется постер с повзрослевшей Евой (Молли).